# 傑克·麥基
雅各·丹尼爾·麥基（英語：Jacob Daniel McGee，1986年8月6日—），為前美國職棒大聯盟的投手，先前曾效力過光芒、洛磯、道奇、巨人、釀酒人與國民等隊。

## 職業生涯
2004年美國職棒大聯盟選秀，魔鬼魚在第5輪135順位選進麥基。

### 坦帕灣光芒

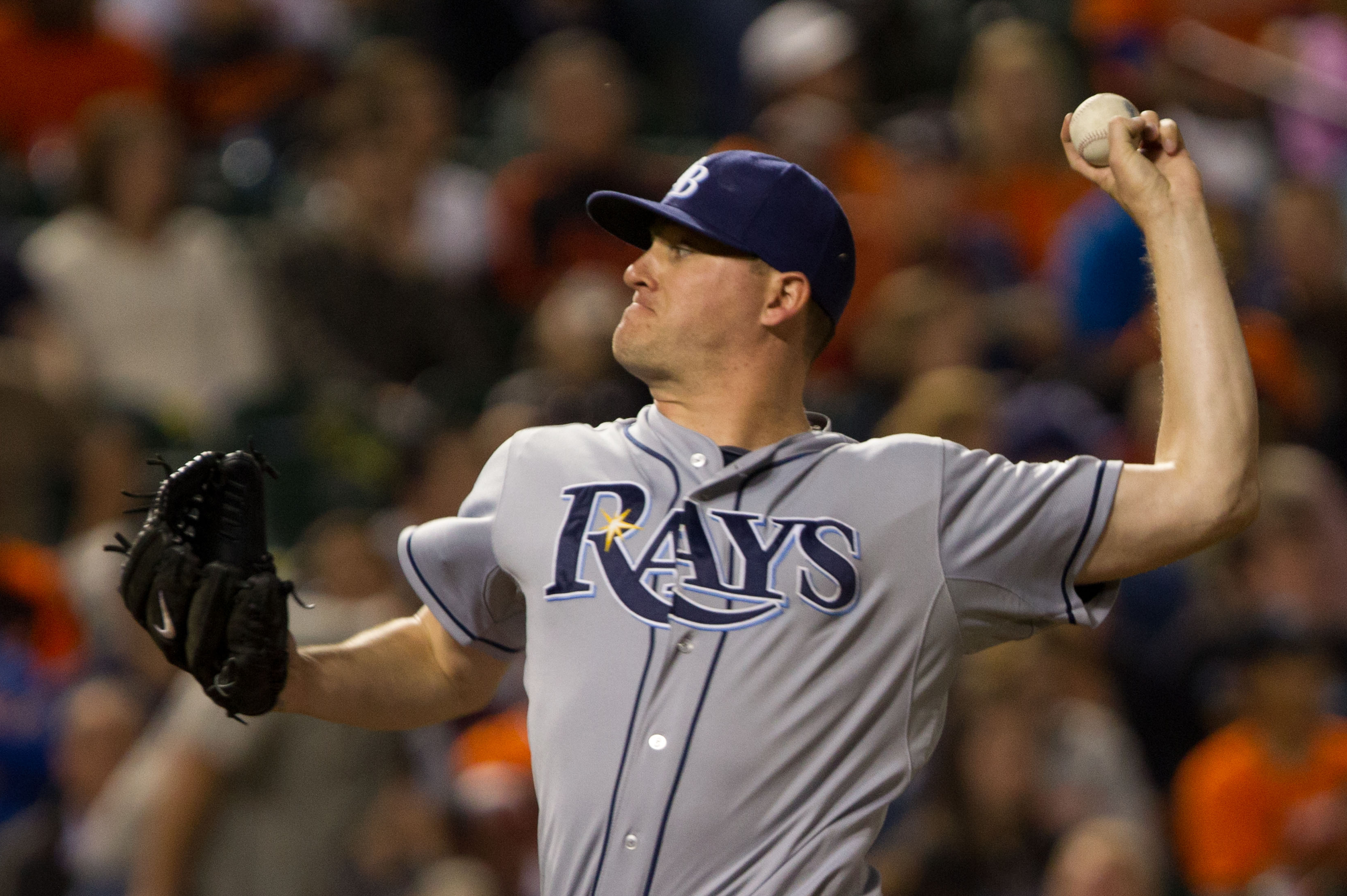
2012年在光芒隊的麥基

2004年，麥基開啟了他的小聯盟生涯。2004年到2005年，麥基待在新人聯盟和短期1A，2006年升上1A。2007年中，麥基升上2A。2008年，他在2A投出6勝4敗，防禦率3.94。該年他被評為是光芒新秀第3名。2008年7月8日，麥基動了湯米·約翰手術。
2010年9月14日，麥基登上大聯盟。他初登板面對洋基隊，而且還對洋基隊長德瑞克·基特送出他大聯盟生涯第一次三振。2011年春訓後，麥基續留大聯盟。不過他該年僅出賽11場就被下放3A調整。
2014年球季末，麥基擔任光芒隊的終結者。並在該年拿下19次救援成功。該年12月，麥基動了手肘手術。2015年上半季，麥基幾乎都待在3A。8月底，他因為動了膝蓋半月板手術而讓球季提前結束。

### 科羅拉多洛磯
2016年1月28日，光芒隊用麥基和赫曼·馬奎茲向洛磯交易柯瑞·迪克森和Kevin Padlo。該年球季，麥基的防禦率為4.73。並在球季結束後和球隊簽下1年590萬美元的合約。2017年球季，麥基出賽62場比賽，拿下0勝2敗，防禦率3.61，以及3次救援成功。
2017年12月15日，麥基與球隊簽下3年2700萬美元的合約。2020年7月17日，他和Bryan Shaw遭到球隊釋出。

### 洛杉磯道奇
2020年7月21日，洛杉磯道奇宣布與麥基簽下一年約。該年他出賽24場比賽拿3勝1敗，防禦率2.66。他在國聯冠軍賽投了1.1局失1分，在世界大賽投了1局無失分。最終道奇隊成功奪冠。

### 舊金山巨人
2021年2月21日，他與巨人隊簽下2年合約。該年他拿下31次救援成功，防禦率為2.72。
2022年7月14日，麥基被巨人給指定讓渡。

### 密爾瓦基釀酒人
2022年7月22日，麥基與釀酒人簽下一年合約。8月7日，他遭到指定讓渡。

### 華盛頓國民
2022年8月9日，國民從讓渡名單中選走麥基。他在9月9日被指定讓渡，兩天後遭到釋出。
2023年2月3日，麥基宣布退休，結束13年職棒生涯。

## 個人生活
麥基於2009年結婚，並在2015年搬到坦帕居住。

## 外部連結
- 球員資訊和成績在MLB，ESPN，Baseball-Reference，Fangraphs（英文）